# Bianouan
Bianouan – miejscowość we wschodniej części Wybrzeża Kości Słoniowej w regionie Sud-Comoé, w departamencie Aboisso.